# Vlaknederzetting
Een vlaknederzetting is de vroegste vorm van permanente bewoning in het aan de Waddenzee grenzende gebied in Noord-Nederland. Vlaknederzettingen werden niet op een terp gebouwd maar direct op de kwelder. Om droog te blijven werd een vloer van klei bovenop het ontgonnen veen aangelegd. Hierop werd een woonstalhuis gebouwd.
Vlaknederzettingen werden gevestigd op kwelderwallen en werden bewoond door van de hogere zandgronden uit de omgeving afkomstige kolonisten, die het gebied eerder verkenden tijdens de jacht, de visvangst of als veehoeders tijdens de zomerbeweiding van het kweldergebied.
Algemeen wordt aangenomen dat de eerste vlaknederzettingen van eind 6e eeuw v.Chr. dateren. In de loop van de 2e eeuw v.Chr. breekt de zee met meer geweld het kweldergebied binnen en begint de zeespiegel te stijgen. Als gevolg daarvan worden sommige vlaknederzettingen verlaten terwijl andere worden opgehoogd en uitgroeien tot terpen (wierden), die de volgende fase van de bewoningsgeschiedenis vormen.